# Classe İstif
La classe İstif (ou classe Istanbul) est une classe de huit frégates multirôles en construction pour les forces navales turques. Développée dans le cadre du programme national de navires de guerre MILGEM (en) en tant que frégate de classe I, elle est une version améliorée de la classe de corvettes Ada.
La première découpe d'acier du navire de tête TCG Istanbul a lieu lors d'une cérémonie organisée le 19 janvier 2017. Sa quille est posée le 3 juillet 2017, il est lancé le 23 janvier 2021 et mis en service le 19 janvier 2024,.

## Histoire
La classe Istif trouve son origine dans le projet turc MILGEM (en) visant à développer les navires de guerre nationaux et l'industrie de construction navale. Le programme prévoit la construction d’une famille de navires de guerre dérivée en trois classes, où ceux-ci seront de caractéristiques quasi similaires. Le projet débute par la construction de la classe Ada, classe de corvettes lance-missiles, multirôles et furtives. La classe Istanbul, connue à l'origine sous le nom de classe TF-100 sous la désignation MILGEM-G, appartient à la seconde phase de développement.

## Conception
La classe Istif est une variante agrandie de la classe Ada et comporte une coque légèrement plus grande, apportant ainsi une meilleure endurance. Tout en conservant les canons, les systèmes d'autoprotection et de lutte anti-sous-marine de la classe Ada, la classe Istif dispose de deux fois plus de missiles anti-navires et est équipée du système de lancement vertical indigène MDAS, capable de tirer des missiles HISAR (en). L'expérience et le savoir-faire technologique acquis avec la classe Istanbul joueront un rôle important dans la détermination des caractéristiques de conception et du processus de développement des destroyers de classe TF-2000, ainsi que dans la sélection des systèmes et des équipements qui seront utilisés sur ces navires de guerre nettement plus grands et plus performants.
La construction du premier navire de la classe, le TCG Istanbul, débute le 19 janvier 2017. Le cinquième et le plus grand navire de guerre moderne à être à la fois conçu et construit en Turquie, au moins 75 % de ses systèmes sont de fabrication locale. La cérémonie de découpe de l'acier se déroule en présence du ministre turc de la Défense Fikri Işık et de hauts officiers militaires, dont l'amiral Bülent Bostanoğlu, commandant des forces navales turques.
La construction a duré six ans et le navire est mis en service le 19 janvier 2024,.

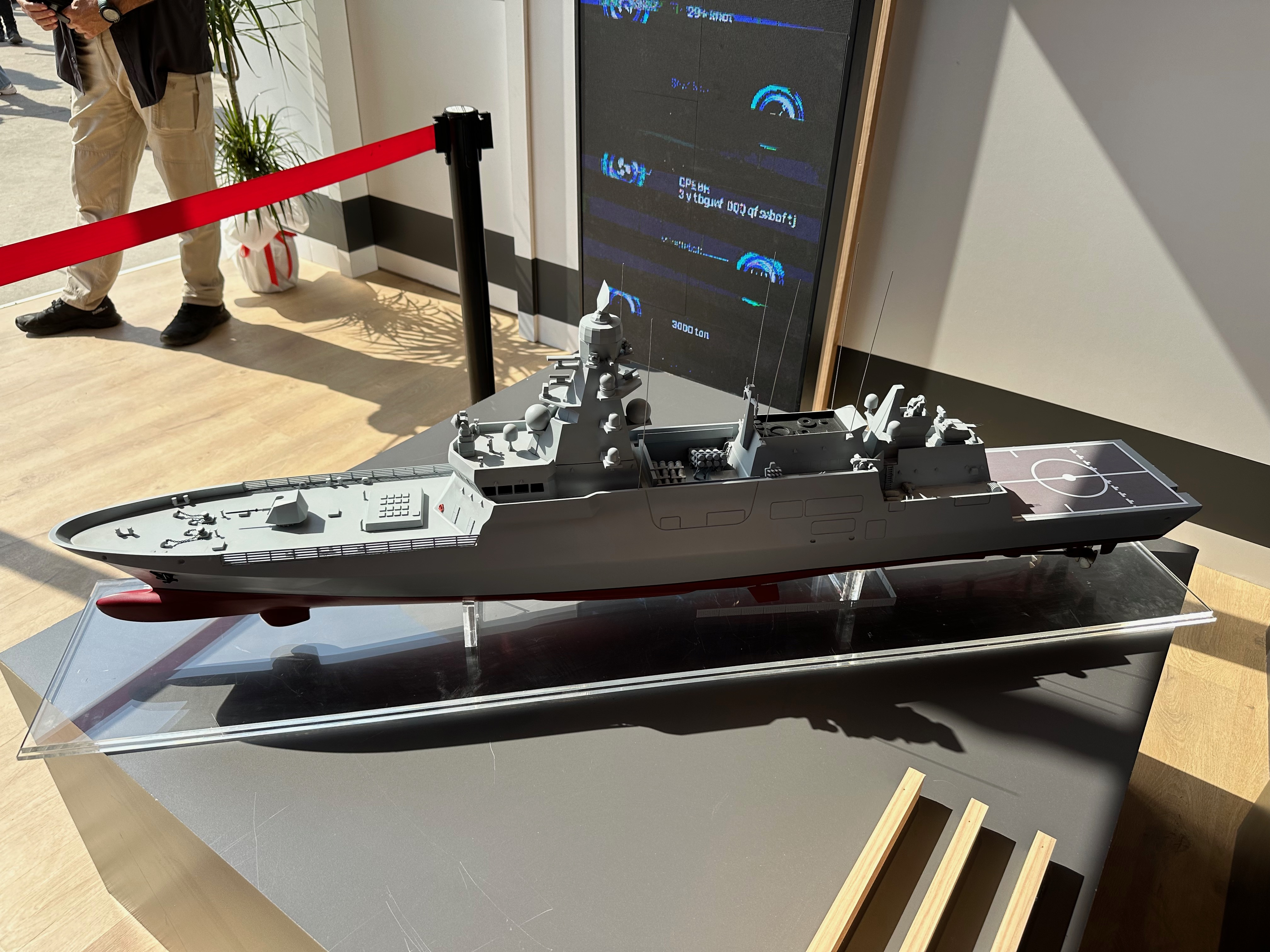
Modèle du TCG Istanbul (F-515).

## Exportation
Selon le rapport annuel 2023 d'Aselsan, la conception de la classe İstif a été exportée vers un pays du Moyen-Orient non nommé.

## Navires de la classe
| Pennant number | Nom           | Homonyme         | Constructeur              | Lancement       | Commission      | Statut     | Notes           |
| -------------- | ------------- | ---------------- | ------------------------- | --------------- | --------------- | ---------- | --------------- |
| F-515          | TCG Istanbul  | Istanbul         | Chantier naval d'Istanbul | 23 janvier 2021 | 19 janvier 2024 | En service | [ 17 ]          |
| F-516          | TCG İzmir     | Izmir            | Chantier naval d'Anadolu  | 10 janvier 2025 |                 | Programmé  | Lancé           |
| F-517          | TCG İzmit     | Izmit            | Chantier naval de Sedef   | 11 janvier 2025 |                 | Programmé  | Lancé           |
| F-518          | TCG İçel      | İçel             | Chantier naval de Sefine  |                 |                 | Programmé  | En construction |
| F-519          | TCG Akdeniz   | Mer Méditerranée | Chantier naval d'Anadolu  |                 |                 | Programmé  | En construction |
| F-520          | TCG Karadeniz | Mer Noire        | Chantier naval de Sedef   |                 |                 | Programmé  | En construction |
| F-521          | TCG Ege       | Mer Égée         | Chantier naval de Sefine  |                 |                 | Programmé  | [ 23 ]          |
| F-522          | TCG Marmara   | Mer de Marmara   | Chantier naval d'Anadolu  |                 |                 | Programmé  | [ 23 ]          |